# Alfabeto armenio
El alfabeto armenio es un alfabeto que se utiliza para escribir el idioma armenio desde el año 405 o 406 d. C., cuando lo creó el santo armenio Mesrob Mashtots para traducir la Biblia, desarrollando también la grafía Grabar, base del armenio actual. Se ha pensado que deriva del alfabeto pahlevi, o del siríaco, pero el orden de las letras lo asemeja al griego, ya que se compone de 36 letras, aunque no se parecen a las letras de otros alfabetos. Hasta el siglo XIX, el armenio clásico ha sido la lengua literaria, y desde entonces el alfabeto armenio se usa para escribir los dos dialectos literarios modernos, el oriental y el occidental, que se desarrollaron durante el mismo período.
La palabra armenia para "alfabeto" es այբուբեն (armenio oriental: [aɪbubɛn], armenio occidental: [aɪpʰupʰɛn]), el nombre de las dos primeras letras del alfabeto armenio.

## Historia
El alfabeto armenio fue creado por San Mesrop Mashtots en 405, en primer lugar para una traducción de la Biblia al idioma armenio. Varios sistemas de escritura fueron tomados para ser el prototipo del alfabeto armenio, incluyendo el pelvi, el siriaco y el fenicio. También se ha sugerido que el etíope tuvo una influencia en ciertas letras del alfabeto. De cualquier manera, el orden de las letras da a entender que estaba más bien basado en el alfabeto griego.
Aunque los dos dialectos del armenio moderno (armenio oriental y armenio occidental) usan el mismo alfabeto, debido a que el sonido del armenio oriental cambia algunas letras, ambos se pronuncian de una manera diferente. Esto es importante para las siguientes letras:
- Consonantes oclusivas
  - բ ([b] a [pʰ]) y պ ([p] a [b])
  - դ ([d] a [tʰ]) y տ ([t] a [d])
  - գ ([g] a [kʰ]) y կ ([k] a [g])

- Consonantes africadas
  - ջ ([d͡ʒ] a [t͡ʃʰ]) y ճ ([t͡ʃ] a [d͡ʒ])
  - ձ ([d͡z] a [t͡sʰ]) y ծ ([t͡s] a [d͡z])

El número y el orden de las letras han cambiado a lo largo del tiempo. En la Edad Media fueron introducidas dos nuevas letras (օ [o], ֆ [f]) para representar mejor los sonidos extranjeros. Esto incrementó el número de signos de 36 a 38. Además, el diptongo աւ seguido por una consonante solía ser pronunciado [au] (como en down) en armenio clásico, por ejemplo աւր (awr, [auɹ], día). Debido a una elisión se pronunció [oɹ], y desde el siglo XIII se escribe օր (ōr). En el armenio clásico, աւ seguido de una consonante representaba el diptongo au; por ejemplo hawr (del padre), arawr (arado), ahora escrito hôr, arôr. Una palabra ha conservado aw, ahora pronunciada av: աղաւնի (paloma). Hay también varios nombres propios que aún tienen aw antes de una consonante: Տաւրռս Taurusn, Փաւստոս Faustus, etc. Por esta razón hoy en día hay palabras nativas armenias comienzan con una pronunciación de palabras extranjeras que empiezan con o [o].
De 1922 a 1924, la Armenia soviética adoptó una ortografía reformada de la lengua armenia. Esto en general no cambió la pronunciación de las letras individualmente, aunque hay algunas excepciones. La diáspora armenia (incluyendo los armenios del Líbano e Irán) ha renegado de la ortografía reformada y continúa con el uso de la ortografía clásica de Mashtotsian. Critican algunos aspectos (ver las notas al pie de la tabla) y alegan que existen motivos políticos detrás de la reforma.

### Uso en otras lenguas
Según afirma Petross Ter Matossian (Universidad de Columbia), durante unos 250 años, desde principios del siglo XVIII hasta cerca de 1950, se han impreso más de 2000 libros en turco usando letras provenientes del alfabeto armenio. No sólo los armenios leen armeno-turco, sino también los no armenios (incluyendo a la élite otomana). El alfabeto armenio fue también usado paralelamente al alfabeto árabe en documentos oficiales del Imperio otomano, pero eran escritos en idioma otomano. Por ejemplo, la primera novela que fue escrita en el Imperio otomano Akabi Hicayesi, en 1851 por Hovsep Vartan. Además, cuando la familia otomana Duzoglu dirigía el negocio de la menta durante el reinado de Abdülmecit I, hicieron registros con la escritura armenia, pero con la lengua turca.

## Letras
| Letra                          | Nombre                 | Nombre               | Nombre                 | Nombre                  | Nombre                    | Pronunciación           | Pronunciación            | Pronunciación             | Transliteración                   | Valor numérico | Antecesor griego |
| Letra                          | Ortografía tradicional | Ortografía reformada | Pronunciación          | Pronunciación           | Pronunciación             | Idioma armenio clásico  | Idioma armenio oriental  | Idioma armenio occidental | Idioma armenio clásico (ISO 9985) | Valor numérico | Antecesor griego |
| Letra                          | Ortografía tradicional | Ortografía reformada | Idioma armenio clásico | Idioma armenio oriental | Idioma armenio occidental | Idioma armenio clásico  | Idioma armenio oriental  | Idioma armenio occidental | Idioma armenio clásico (ISO 9985) | Valor numérico | Antecesor griego |
| ------------------------------ | ---------------------- | -------------------- | ---------------------- | ----------------------- | ------------------------- | ----------------------- | ------------------------ | ------------------------- | --------------------------------- | -------------- | ---------------- |
| Ա ա                            | այբ                    | այբ                  | [aɪb]                  | [aɪb]                   | [aɪpʰ]                    | [ɑ]                     | [ɑ]                      | [ɑ]                       | a                                 | 1              | α                |
| Բ բ                            | բեն                    | բեն                  | [bɛn]                  | [bɛn]                   | [pʰɛn]                    | [b]                     | [b]                      | [pʰ]                      | b                                 | 2              | β                |
| Գ գ                            | գիմ                    | գիմ                  | [gim]                  | [gim]                   | [kʰim]                    | [g]                     | [g]                      | [kʰ]                      | g                                 | 3              | γ                |
| Դ դ                            | դա                     | դա                   | [dɑ]                   | [dɑ]                    | [tʰɑ]                     | [d]                     | [d]                      | [tʰ]                      | d                                 | 4              | δ                |
| Ե ե                            | եչ                     | եչ                   | [jɛtʃʰ]                | [jɛtʃʰ]                 | [jɛtʃʰ]                   | [ɛ], inicialmente [jɛ]1 | [ɛ], inicialmente [jɛ]1  | [ɛ], inicialmente [jɛ]1   | e                                 | 5              | ε                |
| Զ զ                            | զա                     | զա                   | [zɑ]                   | [zɑ]                    | [zɑ]                      | [z]                     | [z]                      | [z]                       | z                                 | 6              | ζ                |
| Է է                            | է                      | է                    | [ɛː]                   | [ɛ]                     | [ɛ]                       | [ɛː]                    | [ɛ]                      | [ɛ]                       | ē                                 | 7              | η                |
| Ը ը                            | ըթ                     | ըթ                   | [ətʰ]                  | [ətʰ]                   | [ətʰ]                     | [ə]                     | [ə]                      | [ə]                       | ë                                 | 8              |                  |
| Թ թ                            | թո                     | թո                   | [tʰo]                  | [tʰo]                   | [tʰo]                     | [tʰ]                    | [tʰ]                     | [tʰ]                      | t‘                                | 9              | θ                |
| Ժ ժ                            | ժէ                     | ժե                   | [ʒɛː]                  | [ʒɛ]                    | [ʒɛ]                      | [ʒ]                     | [ʒ]                      | [ʒ]                       | ž                                 | 10             |                  |
| Ի ի                            | ինի                    | ինի                  | [ini]                  | [ini]                   | [ini]                     | [i]                     | [i]                      | [i]                       | i                                 | 20             | ι                |
| Լ լ                            | լիւն                   | լյուն                | [lʏn]2                 | [lʏn]2                  | [lʏn]2                    | [l]                     | [l]                      | [l]                       | l                                 | 30             |                  |
| Խ խ                            | խէ                     | խե                   | [χɛː]                  | [χɛ]                    | [χɛ]                      | [χ]                     | [χ]                      | [χ]                       | x                                 | 40             |                  |
| Ծ ծ                            | ծա                     | ծա                   | [tsɑ]                  | [tsʼɑ]                  | [dzɑ]                     | [ts]                    | [tsʼ]                    | [dz]                      | ç                                 | 50             |                  |
| Կ կ                            | կեն                    | կեն                  | [kɛn]                  | [kʼɛn]                  | [gɛn]                     | [k]                     | [kʼ]                     | [g]                       | k                                 | 60             | κ                |
| Հ հ                            | հո                     | հո                   | [ho]                   | [ho]                    | [ho]                      | [h]                     | [h]                      | [h]                       | h                                 | 70             |                  |
| Ձ ձ                            | ձա                     | ձա                   | [dzɑ]                  | [dzɑ]                   | [tsʰɑ]                    | [dz]                    | [dz]                     | [tsʰ]                     | j                                 | 80             |                  |
| Ղ ղ                            | ղատ                    | ղատ                  | [ɫɑt]                  | [ʁɑtʼ]                  | [ʁɑd]                     | [l], o [ɫ]              | [ʁ]                      | [ʁ]                       | ġ                                 | 90             | λ                |
| Ճ ճ                            | ճէ                     | ճե                   | [tʃɛː]                 | [tʃʼɛ]                  | [ʤɛ]                      | [tʃ]                    | [tʃʼ]                    | [ʤ]                       | č̣                                 | 100            |                  |
| Մ մ                            | մեն                    | մեն                  | [mɛn]                  | [mɛn]                   | [mɛn]                     | [m]                     | [m]                      | [m]                       | m                                 | 200            | μ                |
| Յ յ                            | յի                     | հի                   | [ji]                   | [hi]                    | [hi]                      | [j]                     | [h]3, [j]                | [h]3, [j]                 | y                                 | 300            |                  |
| Ն ն                            | նու                    | նու                  | [nu]                   | [nu]                    | [nu]                      | [n]                     | [n]                      | [n]                       | n                                 | 400            | ν                |
| Շ շ                            | շա                     | շա                   | [ʃɑ]                   | [ʃɑ]                    | [ʃɑ]                      | [ʃ]                     | [ʃ]                      | [ʃ]                       | š                                 | 500            | (ξ)              |
| Ո ո                            | ո                      | ո                    | [o]                    | [vo]                    | [vo]                      | [o], inicialmente [vo]4 | [o], inicialmente [vo]4  | [o], inicialmente [vo]4   | o                                 | 600            | ο                |
| Չ չ                            | չա                     | չա                   | [tʃʰɑ]                 | [tʃʰɑ]                  | [tʃʰɑ]                    | [tʃʰ]                   | [tʃʰ]                    | [tʃʰ]                     | č                                 | 700            |                  |
| Պ պ                            | պէ                     | պե                   | [pɛː]                  | [pʼɛ]                   | [bɛ]                      | [p]                     | [pʼ]                     | [b]                       | p                                 | 800            | π                |
| Ջ ջ                            | ջէ                     | ջե                   | [ʤɛː]                  | [ʤɛ]                    | [tʃʰɛ]                    | [ʤ]                     | [ʤ]                      | [tʃʰ]                     | ǰ                                 | 900            |                  |
| Ռ ռ                            | ռա                     | ռա                   | [rɑ]                   | [ɾɑ]                    | [ɾɑ]                      | [r]                     | [ɾ]                      | [ɾ]                       | ṙ                                 | 1000           | ρ                |
| Ս ս                            | սէ                     | սե                   | [sɛː]                  | [sɛ]                    | [sɛ]                      | [s]                     | [s]                      | [s]                       | s                                 | 2000           | σ                |
| Վ վ                            | վեւ                    | վեվ                  | [vɛv]                  | [vɛv]                   | [vɛv]                     | [v]                     | [v]                      | [v]                       | v                                 | 3000           |                  |
| Տ տ                            | տիւն                   | տյուն                | [tʏn]                  | [tʼʏn]5                 | [dʏn]                     | [t]                     | [tʼ]                     | [d]                       | t                                 | 4000           | τ                |
| Ր ր                            | րէ                     | րե                   | [ɹɛː]                  | [ɹɛ]6                   | [ɾɛ]                      | [ɹ]6                    | [ɹ]6                     | [ɾ]                       | r                                 | 5000           |                  |
| Ց ց                            | ցո                     | ցո                   | [tsʰo]                 | [tsʰo]                  | [tsʰo]                    | [tsʰ]                   | [tsʰ]                    | [tsʰ]                     | c‘                                | 6000           |                  |
| Ւ ւ                            | հիւն                   | N/D7                 | [hʏn]                  | [hʏn]                   | [hʏn]                     | [w]                     | [v]8                     | [v]8                      | w                                 | 7000           | υ                |
| Փ փ                            | փիւր                   | փյուր                | [pʰʏɹ]9                | [pʰʏɹ]9                 | [pʰʏɾ]                    | [pʰ]                    | [pʰ]                     | [pʰ]                      | p‘                                | 8000           | φ                |
| Ք ք                            | քէ                     | քե                   | [kʰɛː]                 | [kʰɛ]                   | [kʰɛ]                     | [kʰ]                    | [kʰ]                     | [kʰ]                      | k‘                                | 9000           | χ                |
| Agregado durante el siglo XIII |                        |                      |                        |                         |                           |                         |                          |                           |                                   |                |                  |
| Օ օ                            | օ                      | օ                    | [o]                    | [o]                     | [o]                       | [o]                     | [o]                      | [o]                       | ò                                 | N/D            |                  |
| Ֆ ֆ                            | ֆէ                     | ֆե                   | [fɛː]                  | [fɛ]                    | [fɛ]                      | [f]                     | [f]                      | [f]                       | f                                 | N/D            |                  |
| Ligaduras                      |                        |                      |                        |                         |                           |                         |                          |                           |                                   |                |                  |
| ու                             | ու ow                  | ու ow                | —                      | /u/                     | /u/                       | —                       | /u/                      | /u/                       | u                                 | —              |                  |
| և                              | և jew                  | և jew                | —                      | /jɛv/                   | /jɛv/                     | —                       | /ɛv/, inicialmente /jɛv/ | /ɛv/, inicialmente /jɛv/  | ew                                | —              |                  |

## Transliteración
El estándar moderno ISO 9985 (1996) translitera el alfabeto armenio al armenio moderno como sigue:
| ա | բ | գ | դ | ե | զ | է | ը | թ  | ժ | ի | լ | խ | ծ | կ | հ | ձ | ղ | ճ | մ | յ | ն | շ | ո | չ | պ | ջ | ռ | ս | վ | տ | ր | ց  | ւ | փ  | ք  | օ | ֆ |
| a | b | g | d | e | z | ē | ë | t’ | ž | i | l | x | ç | k | h | j | ġ | č̣ | m | y | n | š | o | č | p | ǰ | ṙ | s | v | t | r | c’ | w | p’ | k’ | ò | f |
No obstante, en los estudios sobre lingüística del armenio clásico se utilizan diferentes sistemas en especial el sistema Hübschmann-Meillet (1913) tiene:
| ա | բ | գ | դ | ե | զ | է | ը | թ  | ժ | ի | լ | խ | ծ | կ | հ | ձ | ղ | ճ | մ | յ | ն | շ | ո | չ  | պ | ջ | ռ | ս | վ | տ | ր | ց  | ւ | փ  | ք  | օ | ֆ |
| a | b | g | d | e | z | ê | ə | t῾ | ž | i | l | x | c | k | h | j | ł | č | m | y | n | š | o | č῾ | p | ǰ | r̄ | s | v | t | r | c῾ | w | p῾ | k῾ | ô | f |
Nótese en particular que la C con carón ⟨č⟩ tiene un significado distinto en los dos sistemas.

## Signos de puntuación
En armenio ( , ) es una coma, ( : ) marca una pausa fuerte y ( ' ) se usa para las abreviaturas. La marca de interrogación ( ՞ ) se pone entre la última y la penúltima letras de la palabra de la pregunta. La pausa breve ( ՝ ) localizada de la misma manera que la marca de interrogación indica una pausa breve que es más larga que la de una coma, pero más corta que un punto y coma. El signo de interjección ( ՛ ) se localiza entre la penúltima y la última letras de la interjección. ( « » ) se utilizan como comillas. ( ՜ ) se usa como exclamación.

## Ligaduras
Los antiguos manuscritos del armenio solían utilizar ligaduras para ahorrar espacio. Algunas de las más comúnmente usadas son: ﬓ (մ+ն), ﬔ (մ+ե), ﬕ (մ+ի), ﬖ (վ+ն), ﬗ (մ+խ), և (ե+ւ), etc.
Tras la invención de la imprenta, los tipos para el armenio hicieron un gran uso de las ligaduras también.
Es importante resaltar que en la nueva ortografía el carácter և no es ya una ligadura tipográfica, y nunca debe ser tratado como tal. Es una letra diferente y tiene su lugar en la nueva secuencia alfabética.

## Unicode

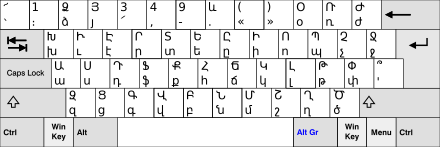
Teclado armenio para PC

El alfabeto armenio está presente en el estándar Unicode desde su primera versión (1.0, en octubre de 1991) situado en el rango U+0530–058F. Cinco ligaduras armenias están codificadas aparte en el bloque "Formas de presentación alfabéticas" (rango U+FB13-FB17): ﬓ ﬔ ﬕ ﬖ ﬗ.
El 15 de junio de 2011, el Comité Técnico de Unicode (UTC) aceptó el signo del dram armenio ֏ para su inclusión en las futuras versiones del estándar Unicode y le asignó el punto de código: U+058F. En 2012, el signo fue finalmente adoptado al final del bloque armenio para las normas internacionales ISO y Unicode.
También el arevajach o signo de la eternidad armenio está doblemente presente en el bloque armenio desde 2013 en los puntos de código U+058D (֍ - SIGNO DE LA ETERNIDAD ARMENIO HACIA LA DERECHA) y U+058E (֎ - SIGNO DE LA ETERNIDAD ARMENIO HACIA LA IZQUIERDA).
| Armenian Official Unicode Consortium code chart (PDF)                               |   |   |   |   |   |   |   |   |   |   |   |   |   |   |   |   |
|                                                                                     | 0 | 1 | 2 | 3 | 4 | 5 | 6 | 7 | 8 | 9 | A | B | C | D | E | F |
| U+053x                                                                              |   | Ա | Բ | Գ | Դ | Ե | Զ | Է | Ը | Թ | Ժ | Ի | Լ | Խ | Ծ | Կ |
| U+054x                                                                              | Հ | Ձ | Ղ | Ճ | Մ | Յ | Ն | Շ | Ո | Չ | Պ | Ջ | Ռ | Ս | Վ | Տ |
| U+055x                                                                              | Ր | Ց | Ւ | Փ | Ք | Օ | Ֆ |   |   | ՙ | ՚ | ՛ | ՜ | ՝ | ՞ | ՟ |
| U+056x                                                                              | ՠ | ա | բ | գ | դ | ե | զ | է | ը | թ | ժ | ի | լ | խ | ծ | կ |
| U+057x                                                                              | հ | ձ | ղ | ճ | մ | յ | ն | շ | ո | չ | պ | ջ | ռ | ս | վ | տ |
| U+058x                                                                              | ր | ց | ւ | փ | ք | օ | ֆ | և | ֈ | ։ | ֊ |   |   | ֍ | ֎ | ֏ |
| Notas Desde la versión Unicode 13.0 Las áreas grises indican segmentos no asignados |   |   |   |   |   |   |   |   |   |   |   |   |   |   |   |   |